# Хидульф
Хидульф (Гидульф; умер в 707) — аббат, иногда называемый епископом Трира; святой (день памяти — 11 июля).
Святой Хидульф родился предположительно в Регенсбурге. Он был основателем и настоятелем монастыря Муайенмутье, а также, согласно преданию, епископом в Трире.
Предполагается, что он не был ни епархиальным епископом, ни настоятелем монастыря в Сен-Дье (современная Франция).